# Eualloea
Eualloea là một chi bướm đêm thuộc họ Geometridae.

## Các loài
- Eualloea subbifasciata
- Eualloea suffusa